# Brea Grant
Brea Colleen Grant (Marshall, 16 oktober 1981) is een Amerikaans actrice. Ze maakte haar film- en acteerdebuut in 2007 als Candy in de horrorkomedie You're So Dead. Grant maakte in 2013 ook haar regiedebuut met de dramafilm Best Friends Forever, die ze ook zelf schreef.

## Filmografie
*Exclusief televisiefilms
- Bad Apples (2018)
- Sleep No More (2017)
- Dead Night (2017)
- Beyond the Gates (2016)
- The Devil's Carnival: Alleluia! (2014)
- Oliver, Stoned. (2014)
- Smothered (2014)
- Detour (2013)
- Best Friends Forever (2013)
- The Baytown Outlaws (2012)
- Homecoming (2011)
- The Weathered Underground (2010)
- Trance (2010)
- Halloween II (2009)
- Battle Planet (2008)
- Max Payne (2008)
- Midnight Movie (2008)
- Middle of Nowhere (2008)
- Corpse Run (2008)
- You're So Dead (2007)

## Televisieseries
*Exclusief eenmalige gastrollen
- The Real Housewives of Horror - Heather (2014, vijf afleveringen)
- Game Shop - Chloe (2012, elf afleveringen)
- Dexter - Ryan Chambers (2011, vier afleveringen)
- The Guild - zichzelf (2011, twee afleveringen)
- A Good Knight's Quest - Agent Zero (2010, twee afleveringen)
- Valley Peaks - Lizabeth Hardchild (2009, twee afleveringen)
- Heroes - Daphne Millbrook (2008-2009, zestien afleveringen)
- Friday Night Lights - Jean Binnel (2008, drie afleveringen)

- Gemeinsame Normdatei: 1064273653
- International Standard Name Identifier: 0000 0001 0812 2465
- Library of Congress Control Number: nb2010032242
- Virtual International Authority File: 160592895
- WorldCat: E39PBJvXkhRKxTWgd7MHxktR8C